# Aeroportul Campbeltown
Aeroportul Campbeltown (IATA: CAL, ICAO: EGEC) este un aeroport din Argyll and Bute, Scoția, Regatul Unit ce deservește zona Campbeltown⁠(d). Aeroportul a fost tranzitat în 2022 de 5.812 pasageri. A fost numit după zona deservită.
Situat la o altitudine de 13 m, aeroportul dispune de 1 pistă. Este operat de Highlands and Islands Airports⁠(d).

## Infrastructură

### Piste
Aeroportul dispune de o singură pistă. Pista 11/29 are suprafața de asfalt și dimensiunile 1.750 m × 46 m. 